# هربرت ماير (كاتب)
هربرت ماير هو لغوي ومترجم وكاتب سويسري، ولد في 29 أغسطس 1928 في سولوتورن في سويسرا، وتوفي في 21 سبتمبر 2018 في تسوليكون في سويسرا.